# Canton d'Ivry-sur-Seine
Le canton d'Ivry-sur-Seine est une circonscription électorale française du département du Val-de-Marne créée par le décret du 17 février 2014. Elle tient lieu de circonscription d'élection des conseillers départementaux et entre en vigueur lors des élections départementales de 2015.

## Histoire

### Période 1893-1904
Le canton d'Ivry est créé par la loi du 14 avril 1893.
| Période | Période | Identité                         | Étiquette | Qualité                                         |
| ------- | ------- | -------------------------------- | --------- | ----------------------------------------------- |
| 1893    | 1904    | Pierre Louis Lévêque (1839-1925) | Rad.      | Horticulteur Maire d'Ivry-sur-Seine (1879-1888) |

### Période 1904-1945
1ère circonscription du canton d'Ivry.
| Période                     | Période                          | Identité                       | Étiquette | Qualité |
| --------------------------- | -------------------------------- | ------------------------------ | --------- | --- |
| 1904                        | 1908                             | Jean Martin                    | SFIO      | Apprêteur sur étoffes puis comptable Député (1924-1926) Premier adjoint au maire de Vitry-sur-Seine                   |
| 1908                        | 1912                             | Alexandre Félix Albéric Chéron | Soc.ind.  | Ancien maire de Choisy-le-Roi (1900-1901)                                                                             |
| 1912                        | 1925                             | Jean Martin                    | SFIO      | Apprêteur sur étoffes puis comptable Député (1924-1926) Premier adjoint au maire de Vitry-sur-Seine                   |
| 1925                        | 1940 (déchu le 1er février 1940) | Georges Marrane                | SFIC      | Mécanicien-horloger Maire d'Ivry-sur-Seine (1925-1940)                                                                |
| 1941 (nommé par décret)     | 1944                             | Henri Jacquelin (1877-1958)    |           | Sous-directeur honoraire à la Préfecture de la Seine                                                                  |
| 1945 Décret du 12 mars 1945 | 1945                             | Georges Marrane                | PCF       | Mécanicien-horloger Maire d'Ivry-sur-Seine (1925-1965) Président du conseil général de la Seine(1936-1937; 1945-1946) |

### Période 1945-1953
Ivry fait partie du secteur de Sceaux-Ouest.
Georges Marrane, mécanicien-horloger, maire PCF d'Ivry de 1925 à 1940 et de 1944 à 1965, fait partie des 13 élus.

### Période 1953-1959
Ivry fait partie du 1er secteur de la Seine.
Georges Marrane (PCF) est réélu.

### Période 1959-1967
Ivry constitue le 49è secteur de la Seine.
Georges Marrane (PCF) est réélu.

### Département duVal-de-Marne
- Période 1967-2015

Ivry est divisé en deux cantons : Canton d'Ivry-sur-Seine-Est et Canton d'Ivry-sur-Seine-Ouest.
- Un nouveau découpage territorial du Val-de-Marne entre en vigueur à l'occasion des premières élections départementales suivant le décret du 17 février 2014[1]. Les conseillers départementaux sont, à compter de ces élections, élus au scrutin majoritaire binominal mixte. Les électeurs de chaque canton élisent au Conseil départemental, nouvelle appellation du Conseil général, deux membres de sexe différent, qui se présentent en binôme de candidats. Les conseillers départementaux sont élus pour 6 ans au scrutin binominal majoritaire à deux tours, l'accès au second tour nécessitant 12,5 % des inscrits au 1er tour. En outre la totalité des conseillers départementaux est renouvelée. Ce nouveau mode de scrutin nécessite un redécoupage des cantons dont le nombre est divisé par deux avec arrondi à l'unité impaire supérieure si ce nombre n'est pas entier impair, assorti de conditions de seuils minimaux[2]. Dans le Val-de-Marne, le nombre de cantons passe ainsi de 49 à 25.

Dans ce cadre, le nouveau canton d'Ivry-sur-Seine, qui regroupe l'ancien canton d'Ivry-sur-Seine-Est et une partie du canton d'Ivry-sur-Seine-Ouest, est formé de la commune d'Ivry-sur-Seine. Il est entièrement inclus dans l'arrondissement de Créteil. Le bureau centralisateur est situé à Ivry-sur-Seine.

## Représentation
| Période élective | Période élective | Mandat | Mandat   | Identité          | Nuance | Nuance | Qualité |
| ---------------- | ---------------- | ------ | -------- | ----------------- | ------ | ------ | --- |
| 2015             | 2021             | 2015   | 2021     | Lamya Kirouani    |        | PCF    | Fonctionnaire 15e vice-présidente du conseil départemental                                                                         |
| 2015             | 2021             | 2015   | 2021     | Pascal Savoldelli |        | PCF    | Fonctionnaire territorial Sénateur du Val-de-Marne (2017 →) Ancien conseiller général du canton d'Ivry-sur-Seine-Est (1998 → 2015) |
| 2021             | 2028             | 2021   | en cours | Nicolas Bescond   |        | PCF    | Administrateur de l'Espace Niemeyer, siège du PCF, à Paris                                                                         |
| 2021             | 2028             | 2021   | en cours | Lamya Kirouani    |        | PCF    | Conseillère sortante |

### Résultats détaillés

#### Élections de mars 2015
À l'issue du 1er tour des élections départementales de 2015, deux binômes sont en ballottage : Lamya Kirouani et Pascal Savoldelli (FG, 41,29 %) et Sigrid Baillon et Simon Devoucoux (PS, 15,83 %). Le taux de participation est de 42,89 % (11 896 votants sur 27 737 inscrits) contre 44,44 % au niveau départemental et 50,17 % au niveau national.
Au second tour, Lamya Kirouani et Pascal Savoldelli (FG) sont élus avec 100 % des suffrages exprimés et un taux de participation de 30,02 % (6 632 voix pour 8 327 votants et 27 737 inscrits).

#### Élections de juin 2021
Le premier tour des élections départementales de 2021 est marqué par un très faible taux de participation (33,26 % au niveau national). Dans le canton d'Ivry-sur-Seine, ce taux de participation est de 31,44 % (9 054 votants sur 28 802 inscrits) contre 29,98 % au niveau départemental. À l'issue de ce premier tour, deux binômes sont en ballottage : Nicolas Bescond et Lamya Kirouani (PCF, 38,88 %) et Sabrina Sebaihi et Jacques Tran (binôme écologiste, 16,94 %).
Le second tour des élections est marqué une nouvelle fois par une abstention massive équivalente au premier tour. Les taux de participation sont de 34,36 % au niveau national, 32,99 % dans le département et 32,93 % dans le canton d'Ivry-sur-Seine. Nicolas Bescond et Lamya Kirouani (PCF) sont élus avec 61,14 % des suffrages exprimés (5 033 voix pour 9 487 votants et 28 809 inscrits),,.

## Composition
Le canton d'Ivry-sur-Seine est constitué d'une commune entière.
| Nom                                    | Code Insee | Intercommunalité         | Superficie (km2) | Population (dernière pop. légale) | Densité (hab./km2) | Modifier                                    |
| -------------------------------------- | ---------- | ------------------------ | ---------------- | --------------------------------- | ------------------ | ------------------------------------------- |
| Ivry-sur-Seine (bureau centralisateur) | 94041      | Métropole du Grand Paris | 6,10             | 64 526 (2022)                     | 10 578             | modifier les données · modifier les données |
| Canton d'Ivry-sur-Seine                | 9411       |                          |                  | 64 526 (2022)                     |                    | modifier les données                        |

## Démographie
En 2022, le canton comptait 64 526 habitants, en évolution de +6,18 % par rapport à 2016 (Val-de-Marne : +3 %, France hors Mayotte : +2,11 %).
| 2013   | 2018   | 2022   |
| ------ | ------ | ------ |
| 58 933 | 63 309 | 64 526 |